# 本誓偈
本誓偈（ほんぜいげ）とは、弥陀一仏に対して称えるものであり、この偈文は『観無量寿経疏』玄義分に依る。

## 偈文
- 弥陀本誓願（みだほんぜいがん）
- 極楽之要門（ごくらくしようもん）
- 定散等回向（じょうさんとうえこう）
- 速証無生身（そくしょうむしょうしん）

## 偈文の訳（和文）
- 弥陀の本誓願は極楽の要門なり
- 定散等（ひと）しく回向して
- 速やかに無生身を証（しょう）せん